# Игрежа-Нова (Мафра)
Игрежа-Нова (порт. Igreja Nova) — район (фрегезия) в Португалии, входит в округ Лиссабон. Является составной частью муниципалитета Мафра. Находится в составе крупной городской агломерации Большой Лиссабон. По старому административному делению входил в провинцию Эштремадура. Входит в экономико-статистический субрегион Большой Лиссабон, который входит в Лиссабонский регион. Население составляет 3 037 человек на 2011 год. Занимает площадь 25,62 км².